# Francisco da Costa Aragão
Francisco da Costa Aragão (Taquari, Río Grande del Sur, 5 de mayo de 1995), conocido también como Xico, es un futbolista brasileño que juega como delantero en Mirassol FC del Brasileño de Serie A.

## Trayectoria

### Inicios en Brasil
Formado en el fútbol profesional con el Athletico Paranaense, no logró debutar con el primer equipo de «o Furacão», siendo mandado a préstamo en cuatro ocasiones. Primero con el Inter de Lages, donde debutó profesionalmente en 2015, y después en el mismo año pasaría al Tombense. El año siguiente jugaría con el Operário Ferroviário y con el E. C. São José.

### Esporte Clube São José
El año 2016 se desprendería del Athletico Paranaense, pasando al Esporte Clube São José, equipo en el que estuvo cedido ese mismo año. Tras participar en once partidos y anotar un gol con «a Zequinha» se marcha de su país con rumbo a México para jugar con el Inter Playa del Carmen en condición de cedido durante parte de 2017.

### Venados Fútbol Club
Tras jugar el Apertura 2017 de la Segunda División de México con el conjunto playense (equipo dónde anotó diez tantos) se confirma su fichaje con los Venados Fútbol Club para disputar el Clausura 2018 del Ascenso MX.
Posteriormente jugó la mitad siguiente temporada con la escuadra quintanarroense con la que ya había jugado anteriormente.

### Atlante Fútbol Club
En diciembre de 2018 se anunciaron los refuerzos del Atlante Fútbol Club, dirigido en esos momentos por el entrenador argentino Gabriel Ernesto Pereyra, entre los que se incluía a Francisco. Chico jugaría su primer partido con «los potros de hierro» el 26 de enero de 2018, enfrentando a los Cafetaleros de Tapachula. Sus actuaciones dejaron buenas sensaciones en el cuadro azulgrana pues incluso varios medios le bautizaron como «el hombre gol del Atlante». De hecho una de sus actuaciones más recordadas fue ante los Cafetaleros (que en ese momento ya se les denomina como Cafetaleros de Chiapas en lugar de Cafetaleros de Tapachula) donde «el Equipo del Pueblo» venció al conjunto chiapaneco con doblete de Da Costa Aragão para un marcador final de 2-1.

### Querétaro Fútbol Club
Después de disputar 26 partidos oficiales y anotar 4 goles con el Atlante llega al Querétaro para competir el Guard1anes 2020.
Jugó su primer partido con «los gallos blancos» el 22 de agosto de 2020 enfrentando al Atlas. Entró al campo al 45' sustituyendo a Ángel Sepúlveda, el encuentro concluyó en victoria por 1-0 a favor de «los zorros».

## Palmarés

### Títulos nacionales
| Título                | Club              | País     | Año  |
| --------------------- | ----------------- | -------- | ---- |
| Torneo Apertura       | Bolívar           | Bolivia  | 2022 |
| Superliga de Colombia | Atlético Nacional | Colombia | 2023 |
| Copa de la Liga       | Bolívar           | Bolivia  | 2023 |

### Distinciones individuales
| Distinción                                                     | Año  |
| -------------------------------------------------------------- | ---- |
| Máximo goleador del Torneo Apertura 2022 de Bolivia (10 goles) | 2022 |